# 新彼得里夫斯凱 (瓦西里基夫卡區)
新彼得里夫斯凱（烏克蘭語：Новопетрівське）曾是烏克蘭中部的村莊，由第聶伯羅彼得羅夫斯克州的瓦西里基夫卡區負責管轄，在1993年正式被註銷。該村在註銷前距離新伊萬尼夫卡和阿夫拉米夫卡1公里，1990年人口20。